# Estigmene multivittata
Estigmene multivittata là một loài bướm đêm thuộc phân họ Arctiinae, họ Erebidae.